# Amhara (geslacht)
Amhara is een geslacht van hooiwagens uit de familie Assamiidae.
De wetenschappelijke naam Amhara is voor het eerst geldig gepubliceerd door Pavesi in 1897.

## Soorten
Amhara omvat de volgende 2 soorten:
- Amhara grata
- Amhara nigrescens